# Biomarcatore
Biomarcatore (o "marker") indica un particolare stato biologico in svariati ambiti interdisciplinari.

## In biologia
In biologia indica, soprattutto, una molecola che identifica la presenza di un determinato tessuto; può essere di ogni natura, ma sostanzialmente è proteico, o comunque polipeptidico, poiché sono le proteine ad essere tradotte dal DNA. Per questo motivo un marker è tale se è una molecola prodotta principalmente da quel tipo di cellula.
In genetica un biomarcatore (marcatore genetico) è un frammento della sequenza di DNA causa di malattia o di una certa predisposizione patologica.

## In medicina
In medicina, esempi di biomarcatori sono costituiti da composti radioattivi utilizzati in ambito diagnostico, da particolari anticorpi associati a una specifica infezione o da antigeni quali l'antigene prostatico specifico. Se il marker viene usato come un indice di malattia, dovrebbe essere prodotto solo in presenza di tale malattia. Pochi marker soddisfano tuttavia queste esigenze.
In epidemiologia e tossicologia un biomarcatore può essere utilizzato per valutare l'esposizione a varie sostanze ambientali. In questo caso, il biomarcatore può essere rappresentato dalla stessa sostanza esterna (ad es. particelle di asbesto o prodotti della combustione del tabacco) o da un suo metabolita.

## In paleontologia
In paleontologia si tratta di una sostanza organica che si conserva per tempi molto lunghi e sopravvive al decadimento dei corpi rimanendo inclusa nelle rocce sedimentarie. Può servire come prova dell'antica presenza di forme viventi da tempo scomparse che di solito non lasciano alcun fossile.